# Public limited company

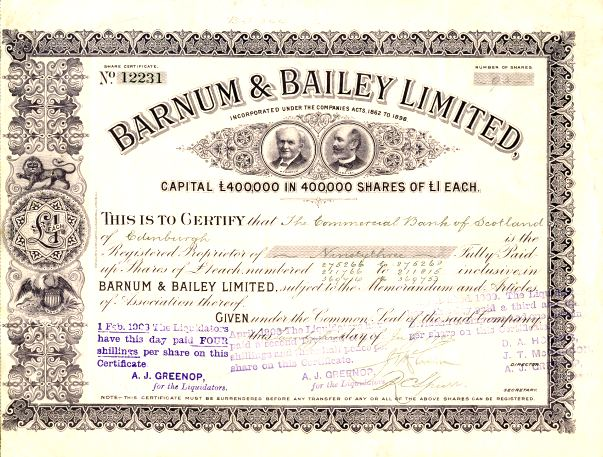
Aandeel Barnum, 1903.

Public limited company (plc) is de Britse of Ierse versie van een naamloze vennootschap. Het maatschappelijk kapitaal is verdeeld in aandelen, die in beginsel vrij overdraagbaar zijn. De meeste public limited company's zijn aan de beurs genoteerd, maar dat hoeft niet.
Hiernaast bestaat het Britse limited company (Ltd), een volgens het Britse vennootschapsrecht niet-beursgenoteerde naamloze vennootschap. In het Verenigd Koninkrijk is de limited company de meest voorkomende bedrijfsvorm in het midden- en kleinbedrijf. Ze heeft vergelijkbare economische kenmerken als de Nederlandse besloten vennootschap, en de Duitse GmbH.

## Bekende plc's
Enige voorbeelden van bekende plc's zijn:
- Arriva, een Brits bedrijf, en een van de grootste vervoersorganisaties in Europa.
- Avon Rubber plc, een Britse rubberfabrikant.
- BHP Billiton een van oorsprong Nederlands bedrijf dat oorspronkelijk tin ontgon op het Indonesische eiland Billiton.
- British American Tobacco (BATS), een grote Britse tabaksfabrikant.
- BT Group, het voormalige British Telecom, en sinds 1997 actief in Nederland.
- Carnival Corporation & plc, een internationaal bedrijf dat cruisevakanties verzorgt, verkoopt en organiseert.
- Diageo, een multinational op het gebied van bier, wijn en gedestilleerde dranken.
- HSBC, een financiële dienstverlener.
- J. Sainsbury, een Britse supermarktketen.
- Rolls-Royce plc, de op een na grootste vliegtuigmotorbouwer ter wereld.
- Royal Dutch Shell plc, een Nederlands-Brits gas&oliebedrijf
- Liberty Global plc, telecommunicatie- en televisiebedrijf, moederbedrijf van Ziggo